# ۳۶۱ (میلادی)
۳۶۱ (میلادی) سیصد و شصت و یکمین سال تقویم میلادی است.

## رویدادها
- کنستانتیوس دوم بر اثر بیماری می‌میرد و ژولیان امپراتور روم می‌شود. او سپس می‌کوشد تا آئین بت‌پرستی را به روم بازگرداند.

## درگذشتگان
- ۳ نوامبر - کنستانتیوس دوم، امپراتور روم
- وانگ ژی‌چی، خوشنویس چینی

‎